# 1980년 하계 올림픽 체조
1980년 하계 올림픽에서, 체조 경기는 1980년 7월 20일부터 25일까지 소비에트 연방 모스크바에서 열렸다. Palace of Sports of the Central Lenin Stadium에서 진행된 이 대회에는 미국, 캐나다. 중국, 일본, 대한민국, 서독 등의 선수들이 출전 자격을 얻고도 자국의 올림픽 보이코트 때문에 참가하지 못했다.